# 山梨市站
山梨市站（日语：／ Yamanashishi eki */?）是東日本旅客鐵道（JR東日本）中央本線的鐵路車站，位於日本山梨縣山梨市上神內川。

## 歷史
- 1903年（明治36年）6月11日：開業，為鐵道省的一個車站，車站名稱為日下部站。
- 1949年（昭和24年）6月1日：成为日本国有铁道的一个车站。
- 1962年（昭和37年）1月15日：改為現在名稱。
- 1982年（昭和62年）11月15日：停止辦理貨運業務。
- 1987年（昭和62年）4月1日：國鐵分割民營化，成為東日本旅客鐵道的一個車站。
- 2004年（平成16年）10月16日：本站被编入東京近郊區間，可以使用Suica。
- 2004年（平成16年）12月：站前廣場改建工程結束。
- 2005年（平成17年）12月16日：車站站舍改建結束。
- 2007年（平成19年）2月26日：增設自動售票機。
- 2017年（平成29年）2月28日：綠窗口營業結束。

## 車站結構
側式月台1面1線及島式月台1面2線的地面車站。

### 月台配置
| 月台 | 路線     | 方向 | 目的地                       | 備註     |
| ---- | -------- | ---- | ---------------------------- | -------- |
| 1    | 中央本線 | 上行 | 大月、八王子、新宿、東京方向 |          |
| 2    | 中央本線 | 上行 | 大月、八王子、新宿、東京方向 | 待避列車 |
| 2    | 中央本線 | 下行 | 甲府、小淵澤、松本、長野方向 | 待避列車 |
| 3    | 中央本線 | 下行 | 甲府、小淵澤、松本、長野方向 |          |

（來源：JR東日本:車站構內圖 （页面存档备份，存于））

## 使用情況
根據JR東日本，2019年度（令和元年度）1日平均上車人次為1,682人。
近年的推移如下表。
| 上車人次推移       | 上車人次推移     | 上車人次推移    |
| 年度               | 1日平均 上車人次 | 來源            |
| ------------------ | ---------------- | --------------- |
| 2000年（平成12年） | 1,948            | [ 利用客数 2 ]  |
| 2001年（平成13年） | 1,959            | [ 利用客数 3 ]  |
| 2002年（平成14年） | 1,920            | [ 利用客数 4 ]  |
| 2003年（平成15年） | 1,887            | [ 利用客数 5 ]  |
| 2004年（平成16年） | 1,876            | [ 利用客数 6 ]  |
| 2005年（平成17年） | 1,858            | [ 利用客数 7 ]  |
| 2006年（平成18年） | 1,829            | [ 利用客数 8 ]  |
| 2007年（平成19年） | 1,810            | [ 利用客数 9 ]  |
| 2008年（平成20年） | 1,793            | [ 利用客数 10 ] |
| 2009年（平成21年） | 1,793            | [ 利用客数 11 ] |
| 2010年（平成22年） | 1,770            | [ 利用客数 12 ] |
| 2011年（平成23年） | 1,748            | [ 利用客数 13 ] |
| 2012年（平成24年） | 1,814            | [ 利用客数 14 ] |
| 2013年（平成25年） | 1,838            | [ 利用客数 15 ] |
| 2014年（平成26年） | 1,794            | [ 利用客数 16 ] |
| 2015年（平成27年） | 1,809            | [ 利用客数 17 ] |
| 2016年（平成28年） | 1,783            | [ 利用客数 18 ] |
| 2017年（平成29年） | 1,788            | [ 利用客数 19 ] |
| 2018年（平成30年） | 1,736            | [ 利用客数 20 ] |
| 2019年（令和元年） | 1,682            | [ 利用客数 1 ]  |

## 车站周边
- 山梨縣笛吹川水果公園
- 山梨縣立山梨高等學校
- 萬力公園
- 加納岩綜合醫院
- 日下部記念醫院
- 笛吹川
- 山梨加納岩郵政局

## 相鄰車站
東日本旅客鐵道（JR東日本）
 中央本線
東山梨（CO 38）－山梨市（CO 39）－春日居町（CO 40）

### 使用情況
1. 1 2  . 東日本旅客鉄道.   [2020-07-10]. （原始内容存档于2020-07-11）.
2. ↑  . 東日本旅客鉄道.   [2019-04-20]. （原始内容存档于2019-03-27）.
3. ↑  . 東日本旅客鉄道.   [2019-04-20]. （原始内容存档于2019-03-27）.
4. ↑  . 東日本旅客鉄道.   [2019-04-20]. （原始内容存档于2019-03-27）.
5. ↑  . 東日本旅客鉄道.   [2019-04-20]. （原始内容存档于2019-03-27）.
6. ↑  . 東日本旅客鉄道.   [2019-04-20]. （原始内容存档于2019-03-27）.
7. ↑  . 東日本旅客鉄道.   [2019-04-20]. （原始内容存档于2019-03-27）.
8. ↑  . 東日本旅客鉄道.   [2019-04-20]. （原始内容存档于2019-03-27）.
9. ↑  . 東日本旅客鉄道.   [2019-04-20]. （原始内容存档于2019-04-02）.
10. ↑  . 東日本旅客鉄道.   [2019-04-20]. （原始内容存档于2019-03-27）.
11. ↑  . 東日本旅客鉄道.   [2019-04-20]. （原始内容存档于2019-03-27）.
12. ↑  . 東日本旅客鉄道.   [2019-04-20]. （原始内容存档于2019-03-27）.
13. ↑  . 東日本旅客鉄道.   [2019-04-20]. （原始内容存档于2019-03-27）.
14. ↑  . 東日本旅客鉄道.   [2019-04-20]. （原始内容存档于2018-10-26）.
15. ↑  . 東日本旅客鉄道.   [2019-04-20]. （原始内容存档于2016-04-04）.
16. ↑  . 東日本旅客鉄道.   [2019-04-20]. （原始内容存档于2019-03-27）.
17. ↑  . 東日本旅客鉄道.   [2019-04-20]. （原始内容存档于2019-03-23）.
18. ↑  . 東日本旅客鉄道.   [2019-04-20]. （原始内容存档于2017-07-29）.
19. ↑  . 東日本旅客鉄道.   [2019-04-20]. （原始内容存档于2018-07-06）.
20. ↑  . 東日本旅客鉄道.   [2019-07-10]. （原始内容存档于2019-07-05）.

## 外部連結
- 車站資訊（山梨市）：東日本旅客鐵道